# Bernd Gschweidl
Bernd Gschweidl (* 8. September 1995 in Stockerau) ist ein österreichischer Fußballspieler.

## Karriere
Gschweidl begann seine Karriere beim 1. FC Bisamberg. 2009 wechselte er in die AKA St. Pölten. Nach vier Jahren wechselte er 2013 zum SV Horn. Sein Debüt gab er in der 1. Runde des ÖFB-Cups 2013/14 gegen den FC Hard. Nach einem Jahr in Horn wechselte er 2014 zum Bundesligaverein SV Grödig. Sein Debüt für Grödig gab er in der 1. Runde des ÖFB-Cups 2014/15 gegen den SV Leobendorf. Im Jänner 2016 wechselte er zum Zweitligisten SKN St. Pölten.
Nach dem Aufstieg St. Pöltens in die Bundesliga wechselte Gschweidl zur Saison 2016/17 zum Zweitligisten SC Wiener Neustadt.
Zur Saison 2017/18 wechselte er zum Bundesligisten Wolfsberger AC, bei dem er einen bis Juni 2018 gültigen Vertrag erhielt. Zur Saison 2019/20 wechselte er zum Ligakonkurrenten SCR Altach, bei dem er einen bis Juni 2021 laufenden Vertrag erhielt. Nach sechs Bundesligaeinsätzen für Altach wechselte er im Jänner 2020 zum Zweitligisten SV Ried. Mit Ried stieg er 2020 in die Bundesliga auf. In eineinhalb Jahren im Innviertel kam er zu 36 Bundes- und Zweitligaeinsätzen und traf dabei elfmal.
Zur Saison 2021/22 kehrte er zum inzwischen wieder zweitklassigen SKN St. Pölten zurück, bei dem er einen bis Juni 2023 laufenden Vertrag erhielt. Für den SKN kam er zu 19 Zweitligaeinsätzen, in denen er vier Tore erzielte, ehe er sich Mitte April 2022 in einer Partie gegen den SKU Amstetten das Kreuzband riss. Trotz dieser Verletzung wurde sein Vertrag im Mai 2022 vorzeitig für vier Jahre bis Sommer 2026 verlängert.